# Jaromír Honzák
Jaromír Honzák (* 31. srpna 1959 Litoměřice) je český jazzový kontrabasista.

## Život
Ke kontrabasu jej přivedl jeho otec František Honzák, vedoucí litoměřického swingového orchestru, když bylo Jaromírovi čtrnáct let. Kvůli zájmu o hudbu přestoupil v roce 1977 z litoměřického gymnázia na Státní konzervatoř v Teplicích, kterou v roce 1982 absolvoval. Na pražské scéně se objevil se skupinou Naima, s níž se v roce 1986 dostal do finále celoevropské jazzové soutěže v německém Leverkusenu. V roce 1989 získal stipendium na Berklee College of Music v Bostonu, kde strávil celkem tři semestry.
Po návratu ze Spojených států začal pracovat na vlastních projektech. Se svým kvartetem či kvintetem nahrál osm CD, z nichž Early Music (2017), Uncertainty (2014), Little Things (2009), A Question To All Your Answers (2007) a Present Past (2003) získaly cenu Anděl. Úspěch zaznamenal i na mezinárodních soutěžích - na soutěži The John Lennon Songwriting Contest byla jeho skladba „Old Couple“ z alba Earth Life vyhodnocena jako jedna z nejlepších v jazzové kategorii a titulní skladba z alba Present Past se v roce 2002 probojovala do finále The USA Songwriting Competition.
Skladba "Constant Struggle" z alba Present Past byla publikována v "The European Real Book" amerického vydavatelství Sher Music Co.
Album A Question To All Your Answers se umístilo na 3. místě v kategorii instrumentálního jazzu soutěže amerického sdružení Just Plain Folks.
Během své kariéry vystoupil na mnoha zahraničních festivalech (například Sea Jazz Helsinki, Ingolstadter Jazztage, Jazz Jamboree Warszaw nebo International festival Montreal). Mezi zahraniční osobnosti, které měl možnost doprovázet, patří např. Art Farmer, Phil Wilson, Don Friedman, Alan Praskin, Giovanni Basso, Amina Claudine Myers, Victor Lewis, Rory Stuart nebo Kevin Hays.
V současnosti Honzák vede svůj vlastní kvintet, spolupracuje na projektech hudebníků mladé generace jako jsou Luboš Soukup nebo Vít Křišťan a je dlouholetým členem skupiny bratří Ebenů a Čikori Ivy Bittové.
V letech 2003 - 2011 vedl jazzové oddělení na VOŠ při konzervatoři Jaroslava Ježka a od roku 2011 vede nově založenou Katedru jazzové hudby na pražské HAMU.

## Diskografie
- Jaromír Honzák – Getting There Together (PJ Music, 1995)
- Jaromír Honzák – Earth Life (Cube Metier, 2000)
- Jaromír Honzák Quintet – Present Past (Indies, 2003)
- Jaromír Honzák Quartet – A Question to All Your Answers (Animal Music, 2007)
- Jaromír Honzák Quintet – Little Things (Animal Music, 2009)
- Face of the Bass – Face of the Bass (Animal Music, 2011)
- Jaromír Honzák feat. Sissel Vera Pettersen – Blood Sings (Animal Music, 2013)
- Uncertainty, 2014
- Early Music, 2017
- Hard To Understand, 2019
- Twenties, 2022